# ريد سيدار (ويسكونسن)
ريد سيدار (بالإنجليزية: Red Cedar, Wisconsin)‏ هي بلدة تقع بولاية ويسكونسن في الولايات المتحدة. تبلغ مساحتها 105.4 (كم²)، وترتفع عن سطح البحر 271 م، بلغ عدد سكانها 1673 نسمة في عام 2000 حسب إحصاء مكتب تعداد الولايات المتحدة وتصل الكثافة السكانية فيها 16.2 نسمة/كم2.

## وصلات خارجية
- http://townofredcedar.com
- The US50 - Cities and Towns in Wisconsin State
- Wisconsin Cities and Towns, Facts, Map, Flag, Colleges, Government, and More